# سرگئی کاریاکین
سرگئی الکساندرویچ کاریاکین (به اوکراینی: Сергій Олександрович Карякін) (به روسی: Серге́й Алекса́ндрович Каря́кин) (زاده ۱۲ ژانویهٔ ۱۹۹۰) استاد بزرگ شطرنج روسی است که توانسته است از مرز ریتینگ ۲۷۰۰ بگذرد
وی در مسابقات کاندیداتوری شطرنج فیده ۲۰۱۶ شرکت و به قهرمانی دست یافت و برای کسب قهرمانی جهان به مصاف مگنوس کارلسن رفت.
در این بازیها کاریاکین و کارلسن پس از ۱۲ بازی رسمی (کلاسیک) با نتیجه ۶ بر ۶ مساوی شدند (آخرین بازی ۲۹ نوامبر ۲۰۱۶ در نیویورک) و برای تعیین قهرمان جهان باید بازیهای تساوی شکنی را به صورت شطرنج سرعتی (رپید و بلیتز) انجام دادند و وی با دو تساوی و دو مات با نتیجه ۱ بر ۳ نتوانست به قهرمانی جهان دست یابد.
وی دارای رکورد جوان‌ترین استاد بزرگ تاریخ شطرنج جهان با سن ۱۲ سال و ۷ ماه بود که در سال ۲۰۲۱ توسط آبهیمانیو میشرا شکسته شد . او این رکورد را از سال ۲۰۰۳ تا ۲۰۲۱ در دستان خود داشت. 
| به‌دلیل برخی مشکلات فنی، نمودارها موقتاً قابل مشاهده نیستند. اطلاعات بیشتر پیرامون این مشکل در فابریکاتور و وبگاه مدیاویکی در دسترس است. | |
| | به‌دلیل برخی مشکلات فنی، نمودارها موقتاً قابل مشاهده نیستند. اطلاعات بیشتر پیرامون این مشکل در فابریکاتور و وبگاه مدیاویکی در دسترس است. |

## زندگی شخصی

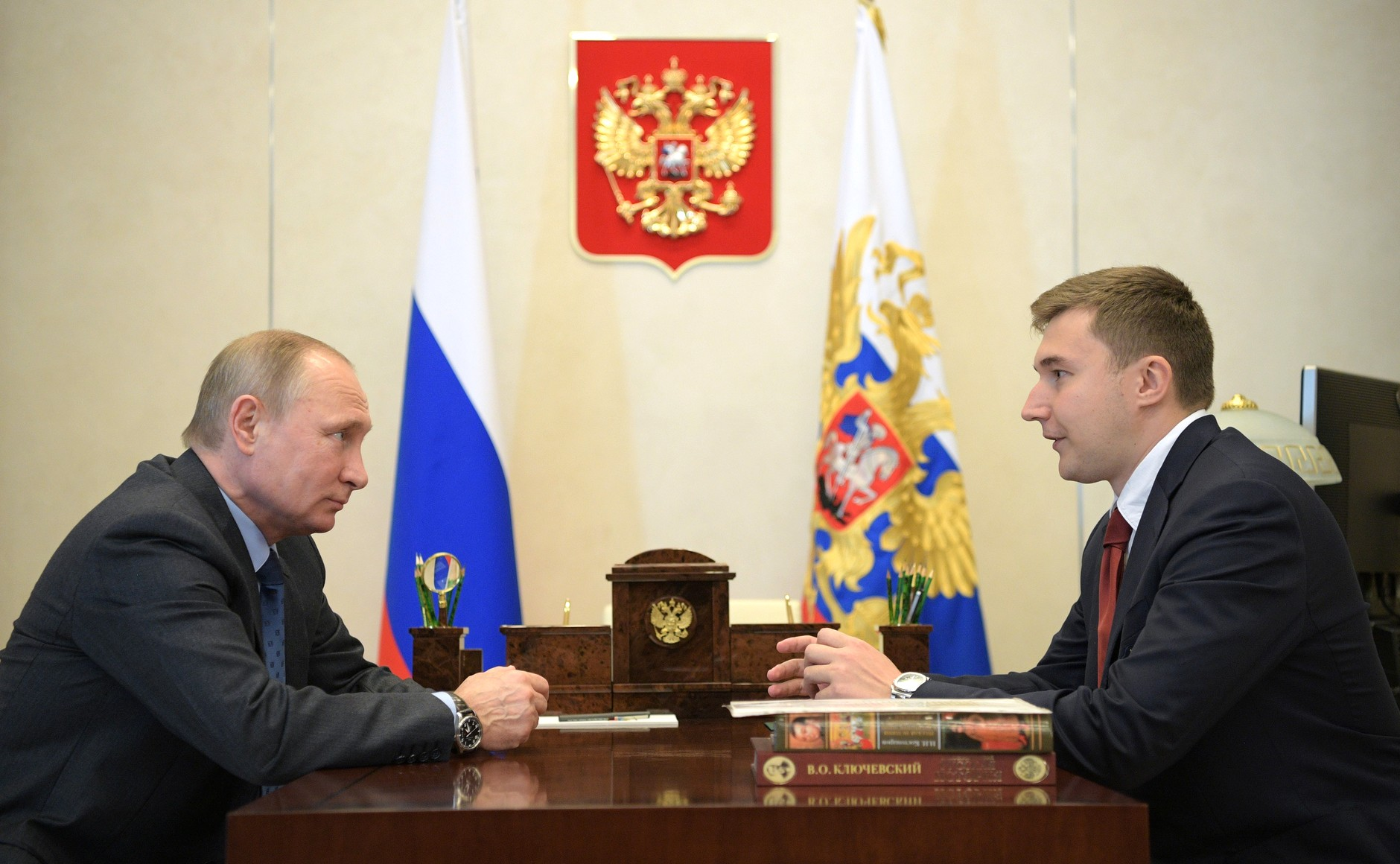

او در سال ۲۰۰۹ با کاترینا دولژیکوا شطرنج‌باز اوکراینی ازدواج کرد، ولی ۲٫۵ سال بعد از وی جدا شد. وی مجدداً ازدواج کرده است.